# 李炫諺
李炫諺（英語：Lee Hsuan-yen，1993年5月13日—）為台灣男子游泳運動員。他代表台灣參加2016年夏季奧林匹克運動會200公尺蛙式項目，在預賽游出2:14.84，排名34名，無緣晉級準決賽。目前為台灣200公尺蛙式的全國紀錄保持人。

## 簡歷
2017年夏季世界大學運動會李炫諺在200公尺蛙式項目以2分15秒20的成績晉級準決賽，成為該屆賽事首位晉級的台灣選手，參加2017年中華民國全國運動會在100公尺蛙式以1分02秒24的成績和200公尺蛙式以2分13秒11的成績雙雙奪金，完成全國運動會的二連霸。